# Alfons Scharrenbroich
Alfons Scharrenbroich (* 30. September 1909 in Gummersbach; † 3. Januar 1943 vor Stalingrad) war ein deutscher Musikpädagoge, Dirigent und Komponist.

## Leben
Mit sieben Jahren erhielt Alfons Scharrenbroich den ersten Klavierunterricht von seinem Vater, dem Hauptlehrer und Chorleiter Heinrich Scharrenbroich. 1919 siedelte die Familie nach Bergisch Gladbach über, wo der Vater im Ortsteil Hebborn Schulleiter, Organist und Chorleiter wurde. Noch vor seinem Abitur (1929 in Köln-Mülheim) erhielt er von Peter Dahm Klavierunterricht an der Musikhochschule Köln. Nach dem Abitur studierte er Germanistik an der Universität zu Köln und Schulmusik an der Musikhochschule Köln mit dem Hauptfach Klavier (Peter Dahm), aber auch Dirigieren (Hermann Abendroth) und Komposition (Heinrich Lehmacher). Außer seinen Hauptinstrumenten Klavier und Orgel spielte er Geige, Bratsche, Cello und Trompete.
Zum 1. Mai 1933 trat Scharrenbroich der NSDAP bei. Nach seinem Assessorexamen kehrte er 1936 als Lehrer an sein früheres Gymnasium in Mülheim zurück, wo er bald Studienrat wurde. Für sein umfangreiches Schaffen blieben ihm nur vier Jahre, bis er 1940 zum Kriegsdienst eingezogen wurde. In dieser Zeit wirkte er als Dozent an der Musikhochschule Köln, als Komponist von Singspielen, die im damaligen „Reichssender Köln“ – dem Vorläufer des WDR – aufgeführt wurden, als Dirigent des „Kammerorchesters Scharrenbroich“ (gegründet 1939) sowie zweier Männerchöre in Bergisch Gladbach. 1936 heiratete er Cordula Dahm, die Tochter seines Klavierlehrers Peter Dahm, die als Gesangssolistin (Sopran) an der Musikhochschule Köln von Maria Philippi ausgebildet worden war.

## Leistung und Bedeutung
Schon früh trat Scharrenbroich als Komponist hervor. Außer Bearbeitungen von Volksliedern für gemischten und für Männerchor erhielt er schon als Student den ersten Preis für die beste Instrumentalbegleitung. Beachtung fanden seine musikalischen Märchenspiele „Der arme Schweinehirt“ (nach Andersen) und „Die Bremer Stadtmusikanten“, für die er bei einem vom „Reichssender Köln“ (heute WDR) ausgeschriebenen Wettbewerb den 1. Preis errang. Bekanntgeworden ist auch seine Fuge über den Choral „Christ ist erstanden“ und sein vierstimmiger Chorsatz „Hodie Christus natus est“.

## Werke
- Dass Spiel vom armen Schweinehirten, Singspiel für den Rundfunk für Solostimmen, Chor u. Orchester.
- Die Bremer Stadtmusikanten, Singspiel für den Rundfunk für vier Solostimmen, vier  Soloinstrumente und Orchester.
- Vier altdeutsche Weihnachtslieder für gemischten Chor und Orgel.
- Kleine Abendmusik unter Benutzung von drei alten Volksliedern.
- Tanzlied für gemischten Chor;
- Hodie Christus Natus est, für gemischten Chor und Orgel.
- Spinn, Spinn meine Liebe Tochter, für gemischten Chor.
- Achtung Aufnahme!
- „Das Goldringelein“, Volksliederspiele für Klavier[1]